# アサマユリ
アサマユリとは、日本の競走馬であり繁殖牝馬である。シェリル、アマゾンウォリアーと並ぶメジロ牧場の基礎繁殖牝馬の1頭。同牧場の生産馬を中心に、現在でも数多くの活躍馬を輩出するファミリーラインを形成した。
年齢は旧表記とする。

## 戦績
1961年に大久保末吉厩舎に入厩し、八木沢勝美騎手を主戦に競走馬としてのキャリアを開始した。当初は一定の評価を受けていたものの、2勝を挙げただけで競走馬を引退し、1963年より王蔵牧場で繁殖牝馬での生活を開始した。年齢とともに次第に繁殖成績が低下して1983年に繁殖牝馬を引退したが、その後メジロ牧場の馬の基礎牝系として確たる地位を築き、またショウナンカンプやショウナンタキオンなどにもその血を伝えるなど日本固有の牝系として重要な位置を占めている。

## 繁殖成績
産駒一覧
- 1964年生 メジロアイリス（牝）（父：ヒンドスタン）6勝
- 1965年生 メジロエース（牡）（父：ハクリヨウ）
- 1966年生 メジロダケ（牝）（父：ジャヴリン）
- 1967年生 メジロハリマ（牝）（父：ネヴァービート）1勝
- 1968年生 メジロスイセイ（牡）（父：ネヴァービート）13勝、京都記念優勝、みちのく大賞典優勝
- 1969年生 メジロダイヤ（牡）（父：フィダルゴ）2勝
- 1970年生 メジロダイモン（牡）（父：ネヴァービート）4勝
- 1971年生 メジロトヤマ（牝）（父：フィダルゴ）6勝
- 1972年生 メジロチクマ（牝）（父：チャイナロック）
- 1975年生 メジロホーク（牡）（父：ファリングドン）中京記念優勝
- 1977年生 メジロシルビア（牝）（父：フィダルゴ）
- 1978年生 マルゴグローリ（牝）（父：イエラパ）
- 1979年生 マルゴスイセイ（牝）（父：シーホーク）
- 1980年生 マルゴクラウン（牡）（父：ボールドリック）
- 1981年生 ヒロノケート（牝）（父：マラケート）

メジロダイヤは競走馬としては2勝に終わったが、のちに日本大学の馬術部で乗馬として優秀な成績を残した。

## アサマユリのファミリーライン
アサマユリの優秀性は、繁殖入りした産駒によって裏付けられた。初年度産駒のメジロアイリスは4頭しか産駒を残せなかったが、1978年に出産したメジロオーロラはのちにメジロデュレンやメジロマックイーン、牝駒のメジロツシマからメジロトーマスやメジロマーシャスを出した。
メジロハリマはメジロファントムやメジロジュピター、メジロハイネなどの重賞勝ち馬を出し、メジロトヤマの産駒サリーベルからもラシアンゴールドやリージェントブラフなど次々と活躍馬を産出し、アサマユリ系と呼ばれる牝系を確立するに至った。
- Maid of Lune 1831 ---No.7-c始祖
  - （6代省略）
    - *アストニシメント 1902 ←---アストニシメント牝系に戻る
      - 第弐アストニシメント 1909
        - オーグメント 1923 ←---オーグメント牝系に戻る
          - 第六オーグメント 1937
            - アスエ 1943
              - トモエ 1951
                - アサマユリ 1959 ---↓改行

---↓アサマユリ牝系
牝系図の主要な部分（太字はGI級競走優勝馬）は以下の通り。
- アサマユリ 1959
  - メジロアイリス 1964
    - メジロツシマ 1974 
      - メジロトーマス 1981（京都記念、金杯（西））
      - メジロマーシャス 1985（函館記念）
      - メジロクロヒメ 1989
        - メジロトンキニーズ　2002
          - トリオンフ 2014（中山金杯、小倉記念、小倉大賞典）
          - クールキャット 2018（フローラS）

    - メジロオーロラ 1978 
      - メジロデュレン 1983（菊花賞、有馬記念）
      - メジロマックイーン 1987（天皇賞（春）、菊花賞、宝塚記念）

  - メジロハリマ 1967
    - メジロチドリ 1972
      - ヤセイコーソ 1977
        - ショウナングレイス 1989
          - ショウナンカンプ 1998（高松宮記念）

    - メジロファントム 1975（目黒記念（秋）、東京新聞杯）
    - メジロジュピター 1978（中山大障害（春））
    - メジロパンテーラ 1976
      - メジロキャニオン 1985
        - パリスナポレオン 1991（マーキュリーC）

      - メジロロベルタ 1988
        - メジロアルドラ 2004
          - ショウナンアポロン 2010（マーチステークス）

    - メジロハイネ 1980（セントライト記念、中山牝馬S）
      - ショウナンマイラヴ 1991
        - ショウナンタキオン 2003（新潟2歳S）

  - メジロスイセイ 1968（京都記念（秋）、みちのく大賞典）
  - メジロトヤマ 1971
    - サリーベル 1980
      - ラシアンゴールド 1988（フェブラリーH、帝王賞）
      - リージェントブラフ 1996（川崎記念、ダイオライト記念、名古屋グランプリ）

    - メジロリスク 1987
      - メジロロンザン 1996（東京ハイジャンプ、東京オータムジャンプ）

  - メジロホーク 1975（中京記念）

牝系図の出典：Galopp-Sieger

## 血統表
| アサマユリの血統          | アサマユリの血統                             | アサマユリの血統                             | （血統表の出典）                             | （血統表の出典） |
| 父系                      | ザテトラーク系                               | ザテトラーク系                               | ザテトラーク系                               | [ § 2 ]          |
| 父 ボストニアン 1950 栗毛 | 父の父*セフト Theft 1932 鹿毛                | Tetratema                                    | The Tetrarch                                 | The Tetrarch     |
| 父 ボストニアン 1950 栗毛 | 父の父*セフト Theft 1932 鹿毛                | Tetratema                                    | Scotch Gift                                  |                  |
| 父 ボストニアン 1950 栗毛 | 父の父*セフト Theft 1932 鹿毛                | Voleuse                                      | Volta                                        | Volta            |
| 父 ボストニアン 1950 栗毛 | 父の父*セフト Theft 1932 鹿毛                | Voleuse                                      | Sun Worship                                  |                  |
| 父 ボストニアン 1950 栗毛 | 父の母神正 1938 栗毛                         | *ダイオライト Diolite                        | Diophon                                      | Diophon          |
| 父 ボストニアン 1950 栗毛 | 父の母神正 1938 栗毛                         | *ダイオライト Diolite                        | Needle Rock                                  |                  |
| 父 ボストニアン 1950 栗毛 | 父の母神正 1938 栗毛                         | *種正 Young Man's Fancy                      | Junior                                       | Junior           |
| 父 ボストニアン 1950 栗毛 | 父の母神正 1938 栗毛                         | *種正 Young Man's Fancy                      | Enthusiast's Last                            |                  |
| 母 トモエ 1951 栗毛       | 母の父月友 1932 栗毛                         | Man o' War                                   | Fair Play                                    | Fair Play        |
| 母 トモエ 1951 栗毛       | 母の父月友 1932 栗毛                         | Man o' War                                   | Mahubah                                      |                  |
| 母 トモエ 1951 栗毛       | 母の父月友 1932 栗毛                         | *星友 Alzada                                 | Sir Martin                                   | Sir Martin       |
| 母 トモエ 1951 栗毛       | 母の父月友 1932 栗毛                         | *星友 Alzada                                 | Colna                                        |                  |
| 母 トモエ 1951 栗毛       | 母の母アスエ 1943 鹿毛                       | *プリメロ Primero                            | Blandford                                    | Blandford        |
| 母 トモエ 1951 栗毛       | 母の母アスエ 1943 鹿毛                       | *プリメロ Primero                            | Athasi                                       |                  |
| 母 トモエ 1951 栗毛       | 母の母アスエ 1943 鹿毛                       | 第六オーグメント                             | *シアンモア                                  | *シアンモア      |
| 母 トモエ 1951 栗毛       | 母の母アスエ 1943 鹿毛                       | 第六オーグメント                             | オーグメント F-No.7-c                        |                  |
| 母系(F-No.)               | アストニシメント系(FN:7-c)                   | アストニシメント系(FN:7-c)                   | アストニシメント系(FN:7-c)                   | [ § 3 ]          |
| 5代内の近親交配           | Rock Sand5×5=6.25%、Symington5×5=6.25%(父内) | Rock Sand5×5=6.25%、Symington5×5=6.25%(父内) | Rock Sand5×5=6.25%、Symington5×5=6.25%(父内) | [ § 4 ]          |
| 出典                      | 1. 2. 3. 4.                                  | 1. 2. 3. 4.                                  | 1. 2. 3. 4.                                  | 1. 2. 3. 4.      |

- 4代母オーグメント（競走馬名アスベル）は1926年の帝室御賞典、1927年の各内国産古馬競走（共に天皇賞の前身）の勝ち馬。